# Jiya Jale
Jiya Jale è un brano musicale del film di Bollywood Dil Se, cantato da Lata Mangeshkar e M. G. Sreekumar, con musiche di A.R Rahman e testi di Gulzar, pubblicato nel 1998.